# Brent Berk
Brent Thales Berk (geboren am 27. Juni 1949 in Eustis, Florida) ist ein ehemaliger US-amerikanischer Schwimmer.

## Karriere
Berk vertrat die Vereinigten Staaten bei den Olympischen Sommerspielen 1968 in Mexiko-Stadt. Er erreichte das Finale der 400 Meter Freistil der Männer und belegte mit einer Zeit von 4:26,0 min den achten Platz.
Berk wurde in Eustis, Florida, geboren und machte seinen Abschluss an der Punahou School in Honolulu. Er besuchte die Stanford University, wo er für das Schwimm- und Tauchteam der Stanford Cardinal in der National Collegiate Athletic Association (NCAA) schwamm und als All-American ausgezeichnet wurde.
Im Jahr 2003 wurde er in die Hawaii Swimming Hall of Fame aufgenommen.